# Wahlkreis Ochil (Schottisches Parlament)
| Ochil                                       |
| ------------------------------------------- |
| Ochil · Mid Scotland and Fife               |
| Gebildet                                    |
| 1999                                        |
| Abgeschafft                                 |
| 2011                                        |
| Regionen                                    |
| Clackmannanshire Perth and Kinross Stirling |

Ochil war ein Wahlkreis für das Schottische Parlament. Er wurde 1999 als einer von neun Wahlkreisen der Wahlregion Mid Scotland and Fife eingeführt, die im Zuge der Revision der Wahlkreise im Jahre 2011 neu zugeschnitten wurde und weiterhin neun Wahlkreise umfasst. Hierbei wurde der Wahlkreis Ochil abgeschafft. Er umfasste die gesamte Fläche der Council Area Clackmannanshire sowie Teile der Regionen Stirling und Perth and Kinross mit den Städten Alloa, Kinross und Tullibody. Bei Zensuserhebung 2001 lebten insgesamt 74.941 Personen innerhalb seiner Grenzen. Die Gebiete des ehemaligen Wahlkreises sind in den Wahlkreisen Clackmannanshire and Dunblane, Perthshire South and Kinross-shire und Stirling aufgegangen. Es wurde ein Abgeordneter entsandt. 

## Wahlergebnisse

### Parlamentswahl 1999
| Ergebnisse der Parlamentswahl 1999 | Ergebnisse der Parlamentswahl 1999 | Ergebnisse der Parlamentswahl 1999 | Ergebnisse der Parlamentswahl 1999 |
| Partei                             | Kandidat                           | Stimmen                            | %                                  |
| ---------------------------------- | ---------------------------------- | ---------------------------------- | ---------------------------------- |
| Labour                             | Richard Simpson                    | 15.385                             | 41,7                               |
| SNP                                | George Reid                        | 14.082                             | 38,2                               |
| Conservative                       | Nick Johnston                      | 4151                               | 11,3                               |
| Liberal Democrats                  | James Erskine                      | 3249                               | 8,8                                |

### Parlamentswahl 2003
| Ergebnisse der Parlamentswahl 2003  | Ergebnisse der Parlamentswahl 2003 | Ergebnisse der Parlamentswahl 2003 | Ergebnisse der Parlamentswahl 2003 | Ergebnisse der Parlamentswahl 2003 |
| Partei                              | Kandidat                           | Stimmen                            | %                                  | ±                                  |
| ----------------------------------- | ---------------------------------- | ---------------------------------- | ---------------------------------- | ---------------------------------- |
| SNP                                 | George Reid                        | 11.659                             | 38,3                               | +0,1                               |
| Labour                              | Richard Simpson                    | 11.363                             | 37,4                               | −4,3                               |
| Conservative                        | Malcolm Parkin                     | 2946                               | 9,7                                | −1,6                               |
| Liberal Democrats                   | Catherine Whittingham              | 2536                               | 8,3                                | −0,5                               |
| Socialist                           | Felicity Garvie                    | 1102                               | 3,6                                | +3,6                               |
| Official Monster Raving Loony Party | Flash Gordon Approaching           | 432                                | 1,4                                | +1,4                               |
| Parteilos                           | William Whyte                      | 378                                | 1,2                                | +1,2                               |
| Wahlbeteiligung: 30.416 (56,95 %)   |                                    |                                    |                                    |                                    |

### Parlamentswahl 2007
| Ergebnisse der Parlamentswahl 2007 | Ergebnisse der Parlamentswahl 2007 | Ergebnisse der Parlamentswahl 2007 | Ergebnisse der Parlamentswahl 2007 | Ergebnisse der Parlamentswahl 2007 |
| Partei                             | Kandidat                           | Stimmen                            | %                                  | ±                                  |
| ---------------------------------- | ---------------------------------- | ---------------------------------- | ---------------------------------- | ---------------------------------- |
| SNP                                | Keith Brown                        | 12.147                             | 38,5                               | +0,2                               |
| Labour                             | Brian Fearon                       | 11.657                             | 36,9                               | −0,5                               |
| Conservative                       | George Murray                      | 4284                               | 13,6                               | +3,9                               |
| Liberal Democrats                  | Lorraine Caddell                   | 3465                               | 11,0                               | +2,7                               |